# Ферн-Прері (Вашингтон)
Ферн-Прері (англ. Fern Prairie) — переписна місцевість (CDP) в США, в окрузі Кларк штату Вашингтон. Населення — 2061 особа (2020).

## Географія
Ферн-Прері розташований за координатами 45°38′13″ пн. ш. 122°23′47″ зх. д. / 45.63694° пн. ш. 122.39639° зх. д. (45.636996, -122.396270).  За даними Бюро перепису населення США в 2010 році переписна місцевість мала площу 12,99 км², уся площа — суходіл.

## Демографія
Згідно з переписом 2010 року, у переписній місцевості мешкали 1884 особи в 715 домогосподарствах у складі 532 родин. Густота населення становила 145 осіб/км².  Було 748 помешкань (58/км²).
Расовий склад населення:
| - 95,3 % — білих - 1,1 % — азіатів - 1,0 % — корінних американців - 0,1 % — вихідців з тихоокеанських островів - 0,1 % — чорних або афроамериканців - 1,0 % — осіб інших рас |

До двох чи більше рас належало 1,5 %. Частка іспаномовних становила 3,1 % від усіх жителів.
За віковим діапазоном населення розподілялося таким чином: 21,5 % — особи молодші 18 років, 61,8 % — особи у віці 18—64 років, 16,7 % — особи у віці 65 років та старші. Медіана віку мешканця становила 46,2 року. На 100 осіб жіночої статі у переписній місцевості припадало 98,9 чоловіків;  на 100 жінок у віці від 18 років та старших — 100,7 чоловіків також старших 18 років.
Середній дохід на одне домашнє господарство  становив 81 643 долари США (медіана — 80 919), а середній дохід на одну сім'ю — 89 826 доларів (медіана — 83 938). За межею бідності перебувало 3,8 % осіб, у тому числі 0,0 % дітей у віці до 18 років та 4,0 % осіб у віці 65 років та старших.
Цивільне працевлаштоване населення становило 854 особи. Основні галузі зайнятості: освіта, охорона здоров'я та соціальна допомога — 19,2 %, виробництво — 17,7 %, транспорт — 8,2 %, публічна адміністрація — 8,1 %.